# (4401) Áditi
(4401) Áditi es un asteroide que forma parte de los asteroides Amor y fue descubierto el 14 de octubre de 1985 por Carolyn Jean S. Shoemaker desde el observatorio del Monte Palomar, Estados Unidos.

## Designación y nombre
Áditi recibió al principio la designación de 1985 TB.
Más tarde, en 1991, se nombró por Áditi, una diosa de la mitología hinduista.

## Características orbitales
Áditi orbita a una distancia media del Sol de 2,58 ua, pudiendo acercarse hasta 1,122 ua y alejarse hasta 4,038 ua. Tiene una excentricidad de 0,565 y una inclinación orbital de 26,65 grados. Emplea en completar una órbita alrededor del Sol 1514 días.
Áditi es un asteroide cercano a la Tierra.

## Características físicas
La magnitud absoluta de Áditi es 16 y el periodo de rotación de 6,678 horas.